# Метод на молекулните орбитали
Методът на молекулните орбитали (ММО) е квантовомеханичен метод за обяснение на химичната връзка в молекулата. За целта цялата молекула се разглежда като единна многоатомна система, изградена от атомни орбитали и получените чрез линейна комбинация от тях (т.нар. ЛКАО – линейна комбинация на атомните орбитали), многоцентрови молекулни орбитали.
Необходимо условие, съгласно метода на молекулните орбитали, за възникване на химични свързване между атоми е броят на електроните на свързващите молекулни орбитали да е по-голям от броя на електроните в антисвързващите.

## Образуване на молекулата на водорода
При образуване на молекулата на водорода всеки водороден атом участва с по един електрон. От двете 1s-атомни орбитали се образуват две двуцентрови молекулни орбитали σ-МО с по-ниска енергия (свързваща МО) и σ*-МО (антисвърваща МО) с по-висока енергия от изходните АО. Двата електрона заемат по-ниската по енергия σ-МО. Електроните трябва да са с противоположни спинове, тъй като принципът на Паули се спазва и при МО. При прехода 1s-АО на σ-МО всеки електрон отдава енергия. Енергията на образуваната молекула е по-ниска от сумата от енергиите на двата водородни атома.